# Петрашовка (Черновицкая область)
Петрашовка (укр. Петрашівка) — село в Герцаевской городской общине Черновицкого района Черновицкой области Украины.
Население по переписи 2001 года составляло 2008 человек. Телефонный код — 3740. Код КОАТУУ — 7320784401.

## История
В 1946 г. Указом ПВС УССР село Мигорени переименовано в Петрашовка.
До 2020 года входило в Герцаевский район